# 科希拉 (市镇)
科希拉，是愛沙尼亞拉普拉縣的一個鄉村型市镇，位於該國西部，行政中心設於科希拉，面積230平方公里，2021年人口7,444，人口密度每平方公里32人。

## 行政管理
科希拉市镇包括一个城镇、3个小镇和21个村庄。